# Sabinar

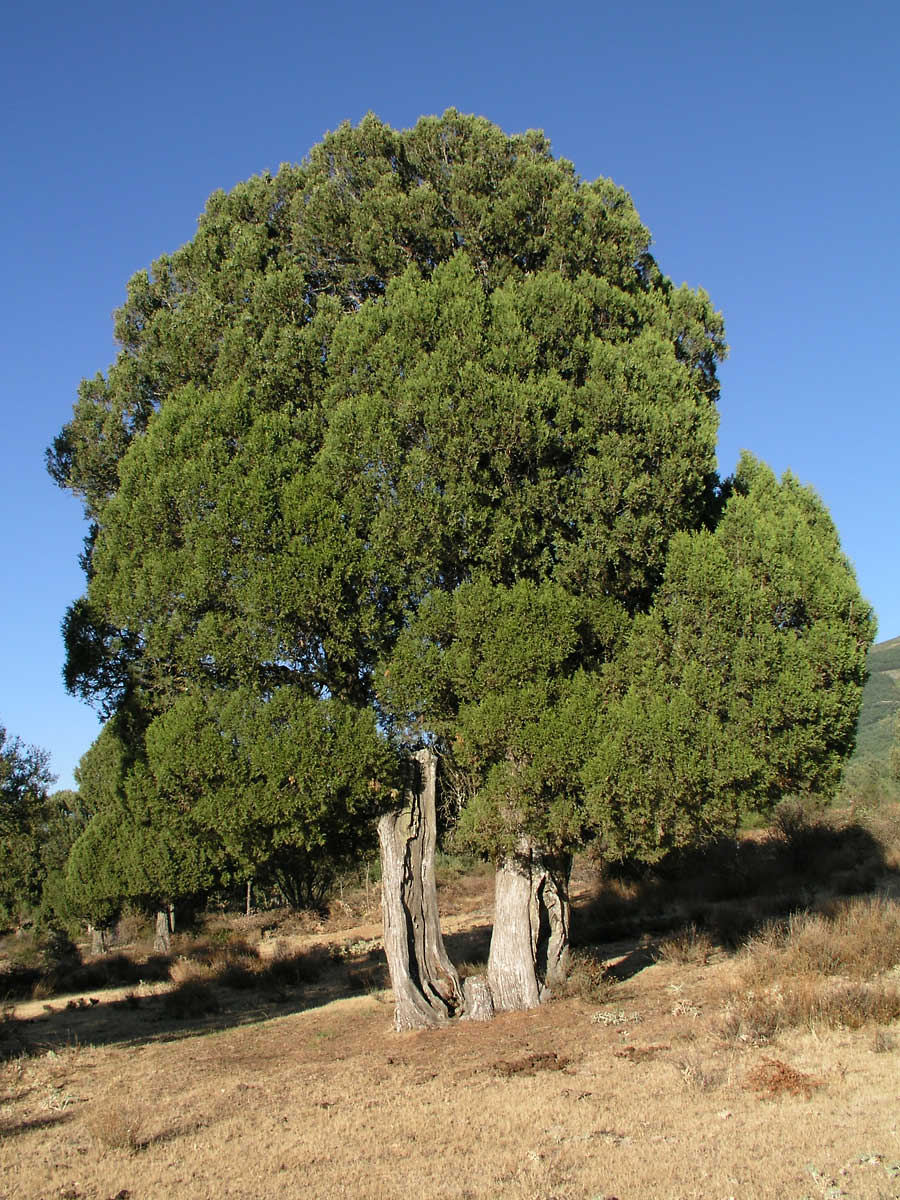
Sabinar.

Un sabinar es una formación vegetal, con un estrato arbóreo, poco denso, de sabinas (Juniperus thurifera) salpicadas, que dejan entre sí grandes espacios abiertos, cubiertos por diferentes especies arbustivas, en general de porte bajo y con predominio de formas almohadilladas o hemisféricas, como respuesta a las condiciones climáticas.
La sabina albar, (J. thurifera), es un árbol, perennifolio, de distribución fundamentalmente ibérica, manteniendo pequeñas poblaciones en los Alpes y llegando a constituir bosques en las montañas marroquíes. Dentro de España, los mejores sabinares se hallan en las provincias de Teruel, Guadalajara, Soria, Segovia y Burgos, extendiéndose en pequeñas manchas por el sur de Castilla-La Mancha, Región de Murcia y sur de Aragón.
Los sabinares se localizan sobre ámbitos muy heterogéneos: parameras de interior, grandes depresiones, laderas, áreas de montaña y medios edáficos diferentes, y desde los 140 m hasta los 1800 m de altitud. El factor que más influye en su distribución, es el climático, con condiciones especialmente duras, lo que permiten su permanencia a salvo de la competencia de la familia Quercus, con inviernos muy fríos y veranos secos y muy calurosos. Se puede decir que los sabinares, son formaciones de árboles de distribución relicta, y con tendencia a la regresión, en el momento climático actual, a favor de árboles más competitivos y con mayor eficacia reproductiva, como robles y encinas.

## Tipología
La distribución de los sabinares de Juniperus thurifera en la península ibérica, está definido por un grupo principal, las parameras castellanas y alcarreño-turolenses, que se extiende radialmente hacia otros enclaves. Estas comunidades están integradas en distintas series de vegetación: orocantabrica, supramediterránea maestracense y celtibérico alcarreña y supramesomediterránea manchego-aragonesa.

### Tipos
Las diferentes tipos de sabinares, se pueden diferenciar en:

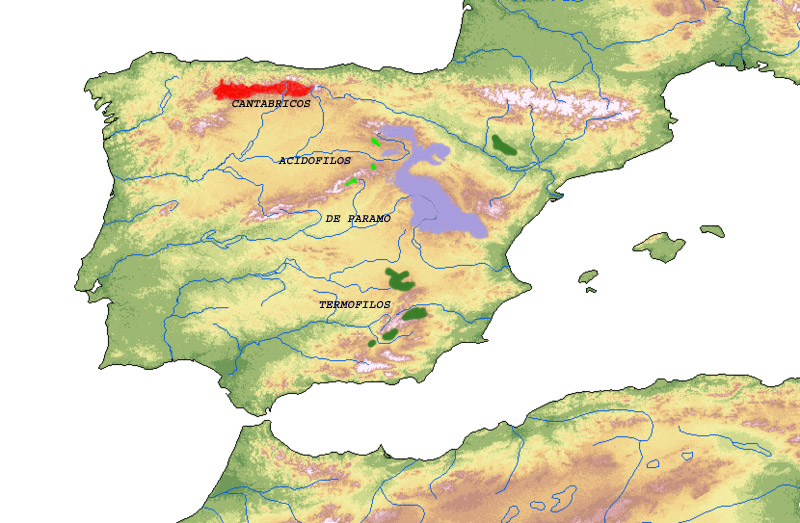
Tipos de Sabinares albares.

#### Sabinares de páramo
Son los sabinares más extendidos, se desarrollan entre 1100 y 1800 metros. Ocupan áreas del interior de la península, caracterizadas por una acusada continentalidad. En función de la altitud se pueden diferenciar dos subtipos:

##### Sabinares orófilos o de alta montaña
Son las masas sabineras que alcanzan mayor altitud, se localizan a partir de 1400 m y alcanzan su límite máximo a 1800 metros, están caracterizados por una acusada continentalidad.
Se tratan de formaciones constituidas por ejemplares dispersos de sabina, sobre un sustrato leñoso rastrero donde la especie dominante es generalmente Juniperus sabina, acompañada por Juniperus communis subsp hemisphaerica, como en Javalambre y la sierra de Albarracín (Terriente, Bronchales, Pozondón). En las parameras de Molina los reducidos enclaves de sabinares de este tipo, siempre en zonas muy expuestas a los vientos, el sustrato arbustivo está compuesto por el "cambrón" (Genista mugronensis subsp rigidissima = Genista pumila), endemismo ibérico propia de las zonas de dominio de la Sabina albar como característica más notable. De forma almohadillada, por el "ramoneo climático", sustituye a la aliaga y está acompañada por la ajedrea. Cuando el cambronal se degrada, la propia ajedrea se hace dominante en los suelos decapitados resultantes, acompañada de especies de lugares fríos como Linun apresum, T.expasum, etc.
Este tipo de sabinares ocupa laderas de pendiente media, (máximo 15%), principalmente en solanas, sobre sustratos calizos jurásicos de gran compacidad, con frecuencia limitan con pinares albares que ocupan, dentro del mismo segmento fitoclimatico, las umbrías y vaguadas más frescas.
Las masas más importantes se localizan: en Cuenca, (nacimiento del río Cuervo y del río Tajo), en Teruel, (sierra de Albarracín y Javalambre) y en Valencia, (Altos del Rincón de Ademuz).

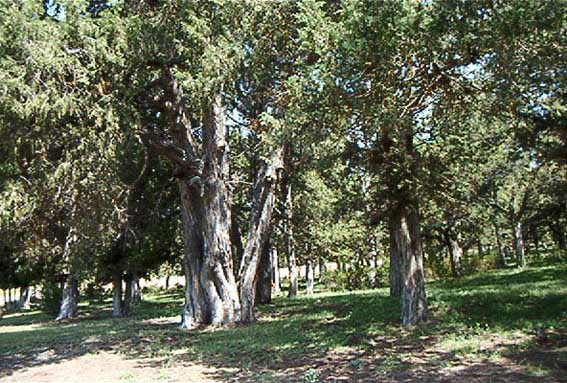
Sabinar de páramo, Sabinar de Calatañazor.

##### Sabinares de páramo
Bajo unas condiciones climáticas algo más xéricas, pero menos frías que los anteriores y a menor altitud se encuentran, estos sabinares, los más típicos y abundantes. Se desarrollan en laderas de media montaña y páramos altos, entre 1000 y 1350 metros, en áreas de pendientes reducidas (10%-20%). Los sustratos sobre los que crecen son desde calizas tabulares compactas hasta margas triásicas.
El estrato arbóreo-arbustivo, es un matorral muy diverso, los enebros comunes en su raza de paramera (Juniperus communis subsp hemisphaerica), sustituyendo a la sabina negral y al enebro de miera que se localizan en los bordes más termófilos de las parameras, con la aliaga, acompañada de Lavandulas y de un tomillar, dominado por la especie Thymus vulgaris, aunque es frecuente encontrar en zonas con más presión ganadera y por ello más abonado al tomillo salsero (Thymus zygis). Este matorral cuando es degradado, por quema o pastoreo, da paso a un tomillar y arbustos de menor porte y menores requerimientos edáficos.
En las cuestas marginales del páramo, donde el sustratos son más blandos, (arcillosos o margosos), con el consiguiente aumento en la disponibilidad de agua y nutrientes, con unas condiciones climáticas más dulcificadas, se observa la pugna entre las quercíneas (quejigo, encina, etc) y las sabinas.
La vitalidad y regeneración natural de este tipo de sabinares se acerca al óptimo, gracias a la mínima competencia con otras especies, aunque la influencia de acciones antropozoógenas, tienden a adehesarlos, para pastoreo y leña. Se distribuyen por Teruel (Jabaloyas, Molinares y Puebla de Valverde), Soria (sierra de Cabrejas, Judes, Chaorna y territorios entre Muriel, Abejar y Calatañazor), Cuenca (Tierra Muerta, Buenache de la Sierra y Palomera) y Guadalajara (Maranchón, Clares, Codes, Estables, Torremocha del Pinar y Mochales).

#### Sabinares cantábricos
Estos sabinares son los más occidentales de la península. Están localizados en la vertiente meridional de la cordillera Cantábrica, en torno a los 1.150-1.300 metros de altitud, ocupan laderas de solana, áreas de pendiente del 30% y suelos de escaso desarrollo. las masas más importantes se localizan en León (Crémenes y cuenca alta del río Luna) y en Palencia (Velilla del Río Carrión y cuenca alta del río Pisuerga).

#### Sabinares termófilos
Estos sabinares, situados en cotas más bajas que los anteriores, de 800 a 1000 metros, en ámbitos de condiciones especialmente adversas para el desarrollo de otras formaciones arbóreas, ya sea por la composición del suelo (yesifero o salinos) o pluviosidad mínima. Se localizan en la depresión del Ebro (Zaragoza), en Campos de Montiel, Nerpio y Lagunas de Ruidera (Albacete y Ciudad Real), El Sabinar (Murcia) y Carrión (Teruel). Están acompañados como sustrato arbustivo de aliagas, tomillos y salvia.

#### Sabinares acidófilos
Estos sabinares, presentan la característica diferencial de su localización en áreas donde el sustrato dominante es ácido: pizarras, gneises, rañas, etc. En este grupo se encuentran, entre otras, las formaciones de Becerril de la Sierra y Valle del Lozoya en (Madrid), Tamajón (Guadalajara), Burgo de Osma (Soria) y los Sabinares del río Arlanza en (Burgos). Su composición florística es muy diferente de los sabinares anteriores, dominados por estrato de jara, (Cistus) y otras especies más o menos acidofílas, (Thymus, Calluna, cantuesos).

## Sustrato ecológico de los sabinares
La distribución territorial de estas formaciones vegetales se caracteriza por entornos ecológicos muy diferentes, aunque pueden establecerse una serie de rasgos físicos comunes a todos ellos, como son:
- Bajos volúmenes pluviométricos durante el periodo vegetativo, que se caracteriza por su corta duración, entre 3 y 4 meses. Este hecho , en la mayoría de los casos, se deriva de la escasa capacidad de retención hídrica de los suelos, o poca pluviosidad (termófilos).
- Escaso desarrollo edáfico, lo que determina una débil retención hídrica. En las ubicaciones, más húmedas, sabinares cantábricos y determinadas localizaciones del páramo interior montañoso, esta mayor pluviosidad, se compensa con fuertes escorrentías generadas por la fuerte pendiente.
- Paradas vegetativas largas. Las formaciones de sabina albar, ya sea por la existencia de fuertes fríos invernales (hasta -20 °C), con largos periodos de heladas, que impedirán el desarrollo de otras formaciones vegetales, además aparece, en todas las clases de sabinar, un bioclíma condicionado por un periodo muy dispar de sequía estival, de 3 a 6 meses, con temperaturas extremas (hasta 40 °C).

## Esquema sintaxonómico[5]
Estos bosques, presentan cortejos florísticos semejantes a los distintos tipos de matorrales del interior peninsular.

CLASE- Pino-Juniperetea Rivas-Martínez. (1964)
ORDEN- Pino-Juniperetalia Rivas-Martínez. (1964)
ALIANZA- Juniperion thuriferae Rivas-Martínez. (1962)
Asociación- Juniperetum hemisphaerico-thurifera Rivas-Martínez. (1969)
Subasociación- juniperetosum sabinae Rivas-Martínez. (1969)
Subasociación- juniperetosum oxycedri Costa ex Frdz. González. (1991)
Asociación- Juniperetum sabino-thuriferae Rivas-Martínez.
Subasociación- quercetosum faginae Rivas-Martínez, Izco & Costa. (1971)
Asociación- Juniperetum phoeniceo-thuriferae (Br.-Bl. & O. Bolòs (1957) Rivas-Martínez. (1987)
CLASE- Querco-Fagetea Br.-Bl. & Vlieger in Vlieger. (1937)
ORDEN- Quercetalia pubescenti-petraea Klika corr. Moravec in Beguin & Theurillat. (1984)
ALIANZA- Quercion robori-pyrenaicae (Silva & Rozeira. (1956) Rivas-Martínez. (1975)
ALIANZA- Aceri granatensi-Quercion faginae (Rivas Goday, Rigual & Rivas-Martínez. (1959) Rivas-Martínez (1987)
CLASE- Quercetea-Ilicis Br.-Bl. (1947)
ORDEN- Quercetalia ilicis Br.-Bl. (1931) 1936 em. Rivas-Martínez. (1975)
ALIANZA- Quercion ilicis Br.-Bl. (1936) em. Rivas-Martínez. (1975)
Subalianza- quercenion rotundifoliae Rivas Goday 1959 em. Rivas-Martínez. 1975
Asociación- Junipero thuriferae-Quercetum rotundifoliae (Rivas Goday 1959) Rivas-Martínez. 1987
ALIANZA- Quercion broteroi Br.-BL., P.Silva & Rozeira 1956, em. Rivas-Martínez 1975 corr. V. Fuente 1986
Paeonio broteroi-Quercenion rotundifoliae Rivas-Martínez. 1982
Asociación- Junipero oxycedri-Quercetum rotundifoliae Rivas-Martínez. 1975
ORDEN- Pistacio lentisci-Rhamnetalia alaterni Rivas-Martínez. 1975
ALIANZA- Rhamno lycioidis-Quercion coccifera Rivas Goday 1964 em. Rivas-Martínez 1975
Asociación- Rhamno lycioidis-Quercetum cocciferae Br.-Bl. & O. Bolòs 1957
Subasociación- juniperetosum thuriferae Br.-Bl. & O. Bolòs 1957
CLASE- Ononido-Rosmarinetea Br.-Bl. 1947
ORDEN- Rosmarinetalia Br.-Bl. 1947
ALIANZA- Sideritido incanae-Salvion lavandulifoliae (Rivas Goday &Rivas-Martínez 1969) Izco & Molina 1984
Subalianza- xero-aphyllanthenion (Rivas Goday & Rivas-Martínez 1969) Izco & Molina em.
Subalianza- saturejo gracili-erinacenion anthyllidis Izco & Molina 1988
Asociación- Lino-Salvietum lavandulifoliae Rivas Goday & Rivas-Martínez 1968
ORDEN- Ononidetalia striatae Br.-Bl. 1947
CLASE- Calluno-Ulicetea Br.-Bl. et R. Tx. 1943
CLASE- Lygeo-Stipetea Rivas-Martínez 1978
CLASE- Cisto-Lavanduletea Br.-Bl. 1940
ORDEN- Lavanduletalia stoechidis Br.-Bl. 1940 em. Rivas-Martínez 1968

## Otros sabinares
Aunque el resto de especies de Juniperus, no suelen formar bosques extensos, llegan a constituir rodales abundantes, en ciertos hábitat muy específicos.

### Dunas litorales
En los litorales arenosos, la intensidad del viento condiciona la modificación gradual de la vegetación y su disposición en forma de bandas, los enebrales y sabinares costeros, ocupan la posición más interior del sistema dunar, en los suelos completamente estabilizados.
El enebro de miera, (subsp macrocarpa), forma una banda más cercana al mar, mientras que Juniperus phoenicea (subsp turbinata = Juniperus lycia), entra en contacto con las formaciones vegetales externas al medio dunar. Van acompañadas de arbustos de porte mediano o grande, comunes en los hábitat termófilos, como Pistacia lentiscus, Rhamnus lycioides, etc.
Su distribuye por las zonas costeras de Huelva, zona atlántica de Cádiz, Mallorca y zonas del mediterráneo desde Málaga hasta Tarragona y en la isla de Ibiza.

### Sabinar canario
En los lugares más xerófilos, espolones, pendientes abruptas y bordes de acantilados, del acebuchal canario, se desarrolla pequeños rodales de sabinar de Juniperus phoenicea, extendiéndose por casi todas las islas Canarias orientales.